# Drusus botosaneanui
Drusus botosaneanui là một loài Trichoptera trong họ Limnephilidae. Chúng phân bố ở miền Cổ bắc.